# Бенитес Касерес, Дельфин
Дельфи́н Бени́тес Ка́серес (исп. Delfín Benítez Cáceres; 24 сентября 1910 — 8 сентября 2004, Каракас) — парагвайский футболист, нападающий. Один из легенд клуба «Бока Хуниорс». По общему количеству мячей в аргентинском чемпионате занимает 12 место за всю историю турнира.

## Карьера
Дельфин Бенитес Касерес родился 24 сентября 1910 года в Асунсьоне. Свою карьеру он начал в клубе «Либертад» в возрасте 17 лет, но там какими-то выдающимися данными и результативностью не отличался, играя на левом фланге нападения. Несмотря на это, Касерес был приглашен в сборную Парагвая, в которой дебютировал в 1929 году. Через год Бенитес участвовал с национальной сборной на первом чемпионате мира, на котором он провёл оба матча. Первый — с командой США, где его команда проиграла 0:3, и второй —  со сборной Бельгии, в котором парагвайцы победили со счетом 1:0, но, из-за поражения в первой игре, не смогли продолжить выступления в турнире.
В 1932 году Бенитес перешёл в клуб «Бока Хуниорс», в котором его заметили во время поездки сборной Парагвая в Буэнос-Айрес в 1929 году. Причиной перехода стала чакская война, начавшаяся в Парагвае. В «Боке» Касерес составил знаменитый дуэт с Франсиско Варальо и Роберто Черро. Касерес выступал на Бомбонере на протяжении 7-ми лет, забив 107 мячей в 162 матчах, что является 5-м результатом в истории клуба. Во время игры за «сине-золотых», Касерес один раз надел футболку сборной Аргентины и в том единственном матче забил гол.
После ухода из «Боки» Касерес выступал за «Расинг» из Авельянеды, в котором Касерес был лучшим снайпером аргентинского чемпионата в 1940 году с 33 мячами 30 матчах, «Феррокариль Оэсте», где забил 21 гол в 66 матчах, и колумбийский «Спортинг».
После окончания карьеры игрока Касерес тренировал «Индепендьенте Медельин», с которым стал чемпионом Колумбии в 1955 году, а также венесуэльские команды. С одной из них, «Депортиво Эспаньол» он стал чемпионом страны в 1959 году.

## Достижения

### Как игрок

#### Командные
- Чемпион Парагвая: 1930, 1945
- Чемпион Аргентины: 1934, 1935

#### Личные
- Лучший бомбардир чемпионата Аргентины: 1940 (33 гола)
- Лучший бомбардир чемпионатов Южной Америки: 1940 (33 гола)

### Как тренер
- Чемпион Колумбии: 1955
- Чемпион Венесуэлы: 1959